# Агинальдо, Эмилио
Эмилио Агинальдо-и-Фами (исп. Emilio Aguinaldo y Famy, 22 марта 1869 — 6 февраля 1964) — филиппинский политический деятель, первый президент Филиппин в 1899—1901 годах.

## Молодые годы
Родился 22 марта 1869 года в городе Кавите эль Вьехо (ныне Кавите), провинция Кавите в китайско-тагальской семье или по испанской колониальной классификации в семье «китайских метисов». Отец — Карлос Агинальдо и Хамир, мать — Тринидад Фами. Семья Агинальдо была весьма обеспеченной, поскольку его отец был городским головой, назначенным испанской колониальной администрацией. Агинальдо учился в Колледже де Сан Хуан де Летран, но не закончил его из-за эпидемии холеры в 1882 году.
Стал головой барангая (барио) Бинакаяна Кавите эль Вьехо в 17 лет, чтобы избежать военного призыва.
В 1895 году в результате реформы в возрасте 25 лет стал первым муниципальным губернатором-капитаном Кавите эль Вьехо
.

## Революционная деятельность
В 1896 году испанцы ввели для туземцев обязательные работы взамен недоимок. Это вызвало восстание, которое возглавил Агинальдо. Испанцы предложили соглашение, обещая определённые реформы. Агинальдо согласился и распустил свою армию. Обещание не было исполнено, и Агинальдо был вынужден бежать в Китай. Когда началась Испано-американская война (1898), Агинальдо вошёл в контакт с американцами и был доставлен на их военном корабле в Кавите. Там он немедленно сформировал вокруг себя двадцатитысячное войско, которое вступило в бой на стороне американцев и разбило испанские отряды в нескольких сражениях на острове Лусон.
Он ввёл гражданский порядок и созвал филиппинский конгресс, который провозгласил Филиппинскую республику и выработал конституцию. Во главе республики был поставлен Агинальдо. Когда Соединённые Штаты, после победы над испанцами, решили оккупировать Филиппины (см. Филиппино-американская война), Агинальдо оказал им решительное сопротивление. Три года длилась партизанская война. Береговая линия была легко занята американцами, но внутри острова Лусона Агинальдо властвовал безраздельно, нередко нанося американцам серьёзные поражения. В марте 1901 года он был разбит, взят в плен и неожиданно для друзей заявил, что отказывается от борьбы и становится лояльным Соединённым Штатам. Многие увидели в этом измену. Борьба филиппинцев против американцев продолжалась и без него.
В 1930-х гг. возглавил организации «Союз ветеранов революции» и «Национально-социалистическую партию».
В 1935 году баллотировался в президенты Содружества Филиппин, но потерпел неудачу. В 1945 году был арестован американскими войсками в ходе Второй мировой войны и обвинён в сотрудничестве с японскими властями в 1942—1944 годах, но впоследствии освобождён по всеобщей амнистии.

## Факты
- Э. Агинальдо являлся в период президентства одним из самых молодых глав государств и правительств в мире.
- Э. Агинальдо был самым молодым президентом страны за всё время её независимости.
- Э. Агинальдо является рекордсменом-долгожителем среди всех филиппинских президентов — он пробыл экс-президентом 63 года.
- Э. Агинальдо до 6 февраля 1964 года считался одним из старейших политиков XIX и XX веков, живущих на планете.